# Église Saint-Sauveur de Jarnac-Champagne
L'église Saint-Sauveur est une église catholique située à Jarnac-Champagne, en France.

## Localisation
L'église est située dans le département français de la Charente-Maritime, sur la commune de Jarnac-Champagne.

## Historique
Le prieuré Saint-Sauveur et l'église paroissiale dépendaient de l'abbaye Saint-Sauveur de Charroux (Vienne). Dom Fonteneau (1705-1781) indique, « dans le pouillé de 1451, ou 1471, 16 juin, il est dit que 5 religieux avaient été envoyés dans le prieuré de Jarnac Champagne et un ancien pour supérieur ».

## Protection
L'église Saint-Sauveur est classée au titre des monuments historiques en 1912 et inscrit en 1927.